# Елизабет Гилбърт
Елизабет Гилбърт (на английски: Elizabeth Gilbert) е американска писателка, автор на романи, разкази и мемоари. Тя добива известност с мемоарния си роман „Яж, моли се и обичай“, описващ едногодишното ѝ пътешествие из Италия, Индия и остров Бали. Книгата ѝ остава в класацията на вестник Ню Йорк Таймс в продължение на 180 седмици и е филмирана в 2010 г. под същото име.